# 10004 Ігормакаров
10004 Ігормакаров (10004 Igormakarov) — астероїд головного поясу, відкритий 2 листопада 1975 року.
Тіссеранів параметр щодо Юпітера — 3,129.